# Johanna Bundsen

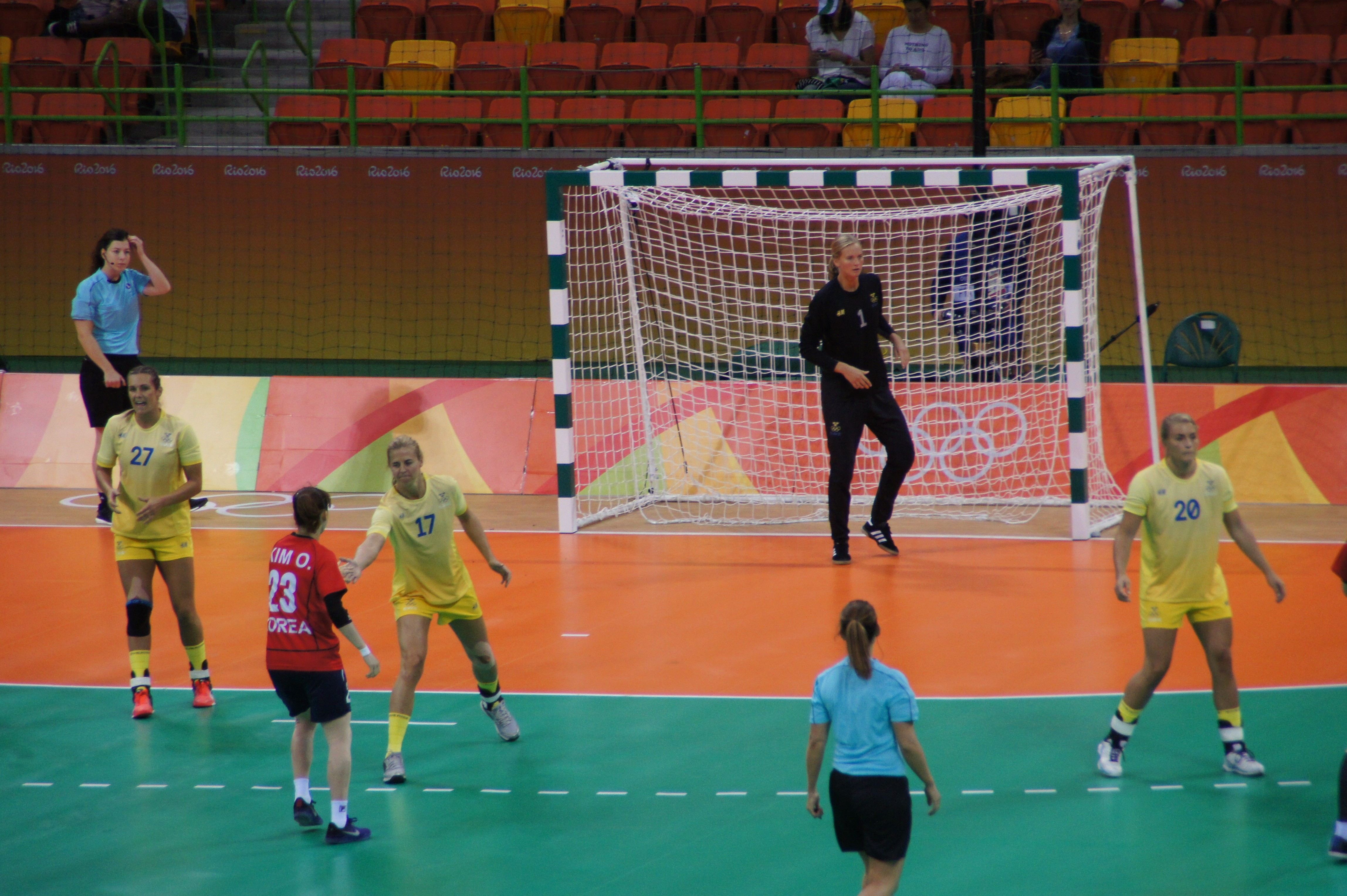
Johanna Bundsen vid OS i Rio de Janeiro 2016.

Karin Johanna Bundsen, född 3 juni 1991 i Uddevalla, är en svensk handbollsmålvakt.

## Klubbkarriär
Johanna Bundsens moderklubb är GF Kroppskultur, där hon spelade fram till 2007. Därefter spelade hon i IK Sävehof åren 2007–2017, och tog med dem åtta SM-guld. 2017 fortsatte hon till danska København Håndbold. Sedan 2022 är hon tillbaka i IK Sävehof.

## Landslagskarriär
Johanna Bundsen landslagsdebuterade 2009, men det dröjde flera år innan hon blev ordinarie i landslaget. Det var först när Grubbström och Kain slutat som hon blev ordinarie. Hon fick spela i bland annat EM 2014, succé med svenskt brons. Hon spelade sedan fyra raka mästerskap VM 2015, OS 2016, VM 2017, EM 2018. Vid VM 2020 födde hon sitt första barn och var inte landslagsaktuell men till EM 2020 i Danmark blev hon petad till förmån för Jessica Ryde. Men till  OS 2020  som spelades 2021 kom hon åter till landslaget. Claes Hellgren rankar Johanna Bundsen som Sveriges näst bästa målvakt genom tiderna efter Kristina Jönsson men före Madeleine Grundström. Det är ett mycket gott betyg åt hennes insatser i svenska landslaget.

## Meriter
- Nio SM-guld med IK Sävehof (2009, 2010, 2011, 2012, 2013, 2014, 2015, 2016, 2023)
- Svensk cupmästare 2023 och 2024 med IK Sävehof
- EM-brons 2014 i Kroatien och Ungern, med Sveriges landslag